# Teenage Mutant Ninja Turtles: Out of the Shadows (film)
Teenage Mutant Ninja Turtles: Out of the Shadows  är en film regisserad av Dave Green, baserad på Teenage Mutant Ninja Turtles. Den är uppföljare till 2014 års Turtlesfilm, och manusförfattare är Josh Appelbaum och André Nemec. Filmen hade biopremiär i bland annat USA och Sverige den 3 juni 2016.

## Handling
Sköldpaddorna dras in i en konflikt med vetenskapsmannen Baxter Stockman på TCRI, och Fotklanen samtidigt som deras ärkefiende Shredder anlitar Baxter Stockman för att skapa två egna mutanter, Bebop och Rocksteady. Samtidigt invaderas New York av Krang från Dimension X. Sköldpaddorna får hjälp av Splinter, April O'Neil, Vern Fenwick och medborgargardisten Casey Jones.

## Rollista
- Megan Fox som April O'Neil
- Stephen Amell som Casey Jones
- Will Arnett som Vern Fenwick
- Alan Ritchson som Raphael
- Noel Fisher som Michelangelo
- Pete Ploszek som Leonardo
  - Johnny Knoxville som Leonardo (röst)
- Jeremy Howard som Donatello
- Brian Tee som Shredder
- Tyler Perry som Baxter Stockman
- Laura Linney som polischef Rebecca Vincent[2]
- Alessandra Ambrosio som sig själv

## Inspelning
Filminspelningen inleddes i New York den 27 april 2015, bland annat i Midtown Manhattan.

## Uppföljare
Den 29 oktober 2016 meddelade Andrew Form, en av filmens producenter, att en tredje film ej är att vänta men uteslöt inte en rebootfilm några år senare,  I juni 2018 meddelade produktionsbolaget Paramount att en ny film var under utveckling. Länge spekulerades om det skulle bli en uppföljare till "Out of the Shadows" eller inte. Till slut visade det sig handla om reboot snarare än uppföljare.

### Fotnoter
1. ↑  ”Teenage Mutant Ninja Turtles: Out of the Shadows” (på engelska). Box Office Mojo. 3 juni 2016. http://www.boxofficemojo.com/movies/?id=tmnt2016.htm. Läst 28 augusti 2016.
2. ↑  ”Laura Linney Joining Teenage Mutant Ninja Turtles 2” (på Borys Kit). Hollywood Reporter. 30 april 2015. https://www.hollywoodreporter.com/movies/movie-news/laura-linney-joining-teenage-mutant-792392/. Läst 30 april 2015.
3. ↑  ”First look at ‘Teenage Mutant Ninja 2′ filming in NYC!” (på engelska). On Locationvacations. 29 april 2015. Arkiverad från originalet den 20 september 2020. https://web.archive.org/web/20200920085851/https://onlocationvacations.com/2015/04/29/first-look-at-teenage-mutant-ninja-2-filming-in-nyc/. Läst 30 april 2015.
4. ↑  Alexander Dunerfors (31 oktober 2016). ”Det blir ingen "Teenage Mutant Ninja Turtles 3"”. Moviezine. https://www.moviezine.se/nyheter/det-blir-ingen-teenage-mutant-ninja-turtles-3. Läst 2 november 2016.
5. ↑  Alexander Kardelo (21 juni 2018). ”En tredje Teenage Mutant Ninja Turtles planeras” (på svenska). Moviezine. https://www.moviezine.se/nyheter/en-tredje-teenage-mutant-ninja-turtles-planeras. Läst 21 maj 2021.
6. ↑  Joseph Baxter (3 augusti 2021). ”Will the New Teenage Mutant Ninja Turtles Movie Be a Reboot?” (på svenska). Den of Geek. https://www.denofgeek.com/movies/new-teenage-mutant-ninja-turtles-movie-reboot/. Läst 5 augusti 2022.
7. ↑  Christian Gainey (16 februari 2022). ”Teenage Mutant Ninja Turtles Movie from Seth Rogen to Drop in 2023” (på svenska). Game Rant. https://gamerant.com/seth-rogen-teenage-mutant-ninja-turtles-release-date/. Läst 5 augusti 2022.